# Thom Gunn
Thom Gunn (Gravesend, 29 de Agosto de 1929 - São Francisco,  25 de Abril de 2004) foi um poeta Anglo-americano.

## Vida
Thomson William Gunn nasceu em Gravesend, Kent, no Reino Unido. Estudou na University College School em Hampstead, Londres, e licenciou-se em 1953 em Literatura Inglesa no Trinity College, Cambridge, tendo publicado a sua primeira colectânea de versos, Fighting Terms, no ano seguinte. Morreu durante o sono em 2004 em São Francisco, onde vivia desde 1960.

## Obra
Na sua juventude, a sua poesia foi associada ao movimento literário The Movement, e mais tarde à obra de Ted Hughes. Em 1954 emigrou para os Estados Unidos da América como professor de escrita liteária na Universidade de Stanford e para estar perto do seu parceiro, Mike Kitay, por quem se tinha apaixonado na Universidade. A partir dos anos 1960s e 1970s os seus poemas tornaram-se mais frontais na abordagem da homossexualidade e das drogas, bem como na exploração da forma poética.